# I wojna punicka

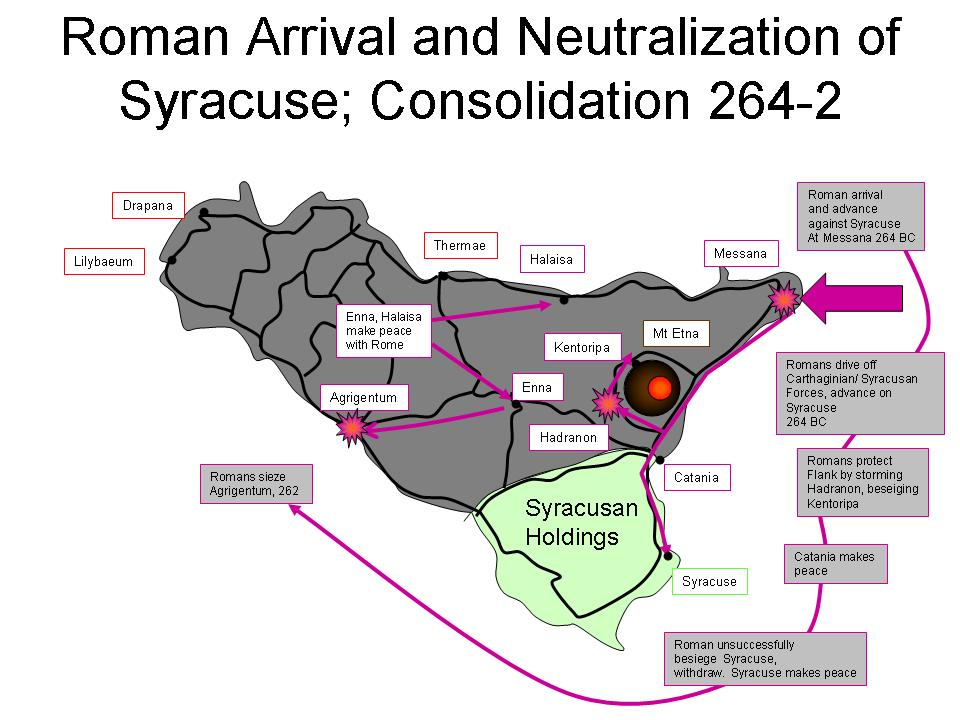
Przybycie Rzymian i neutralizacja Syrakuz.

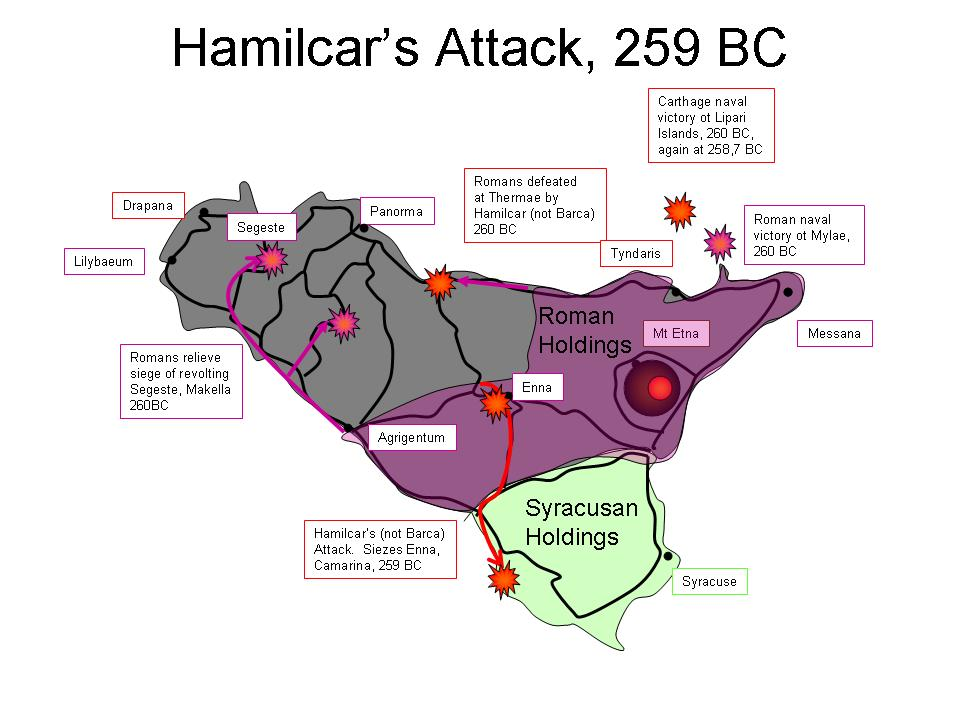
Atak Hamilkara.

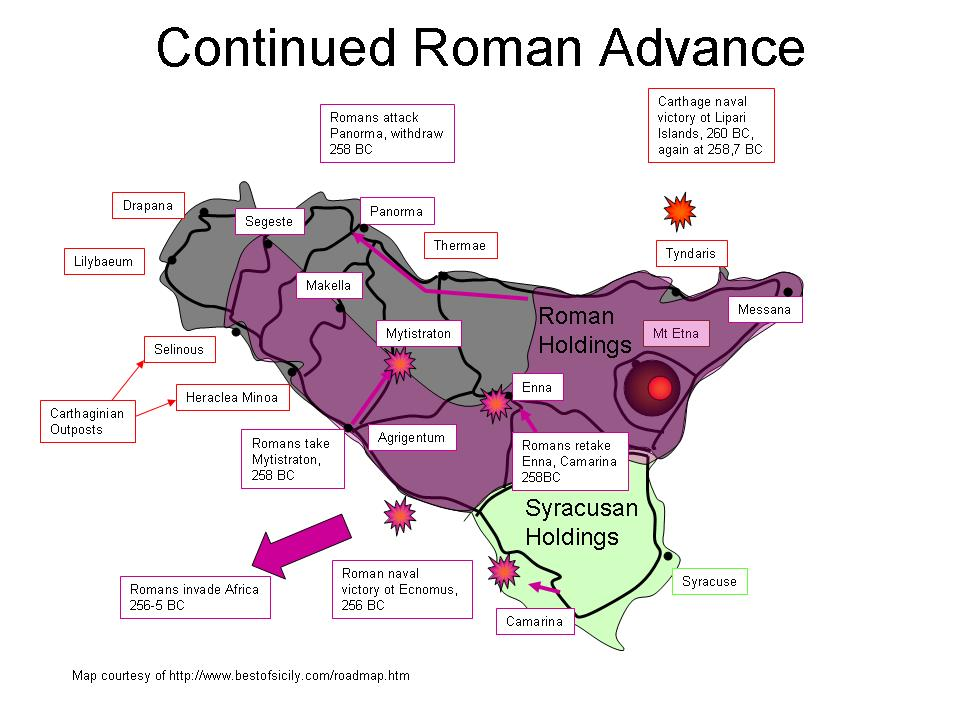
Kontynuowanie rzymskiej ofensywy.

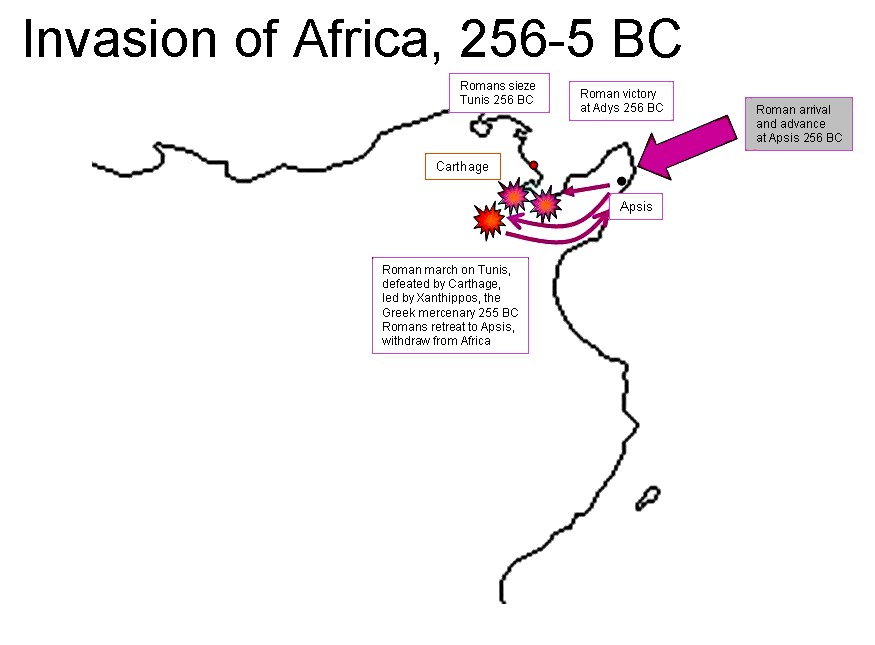
Inwazja Afryki.

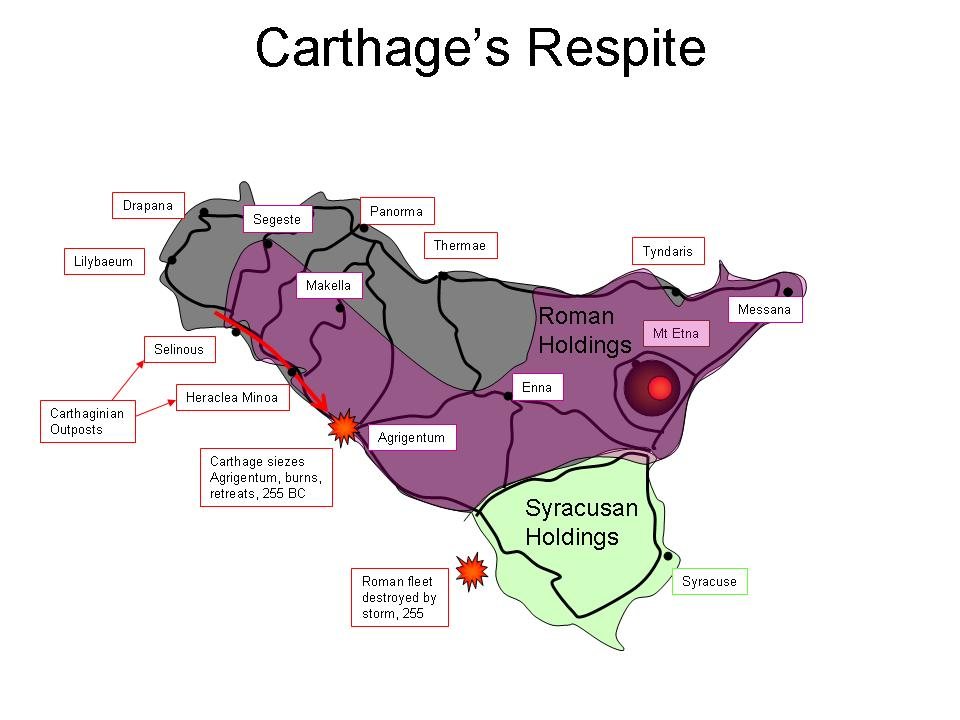
Wytchnienie Kartaginy.

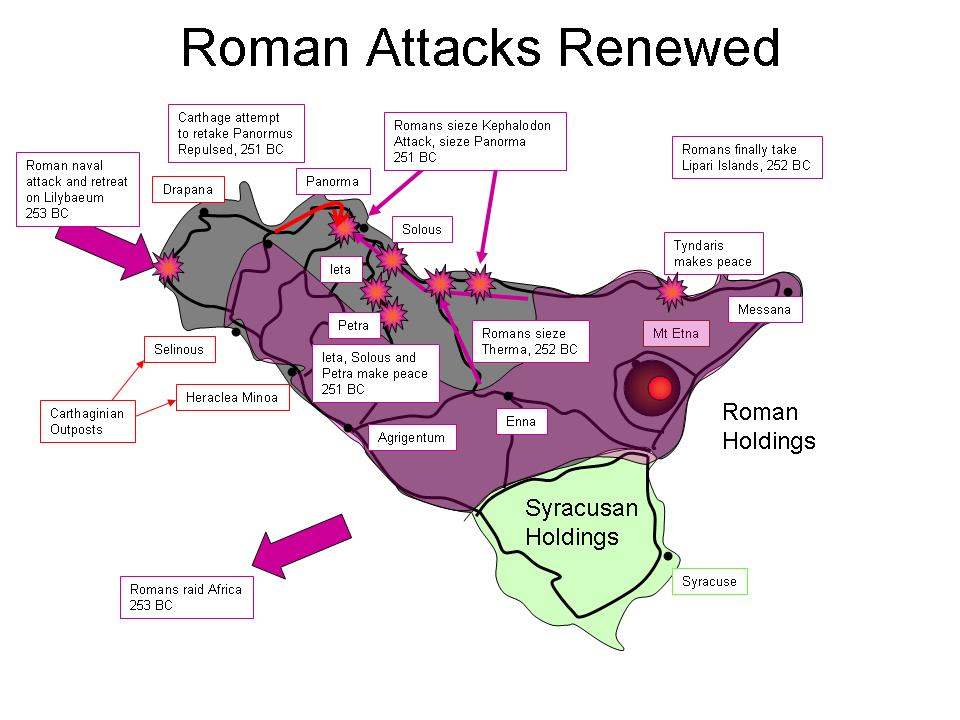
Ponowienie rzymskiego ataku.

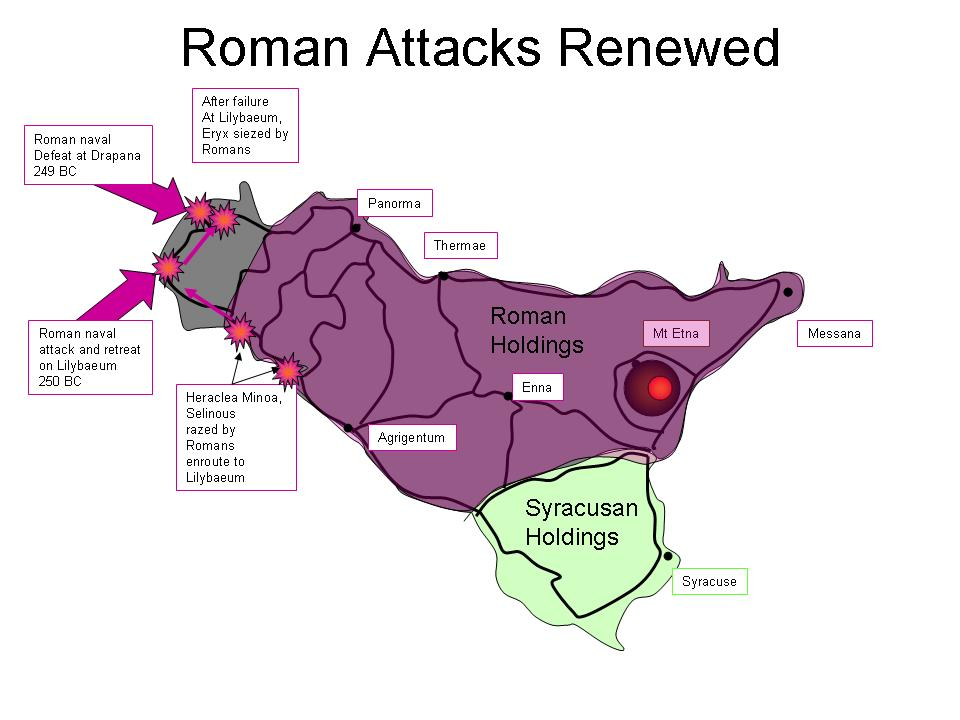
Ponowienie rzymskiego ataku.

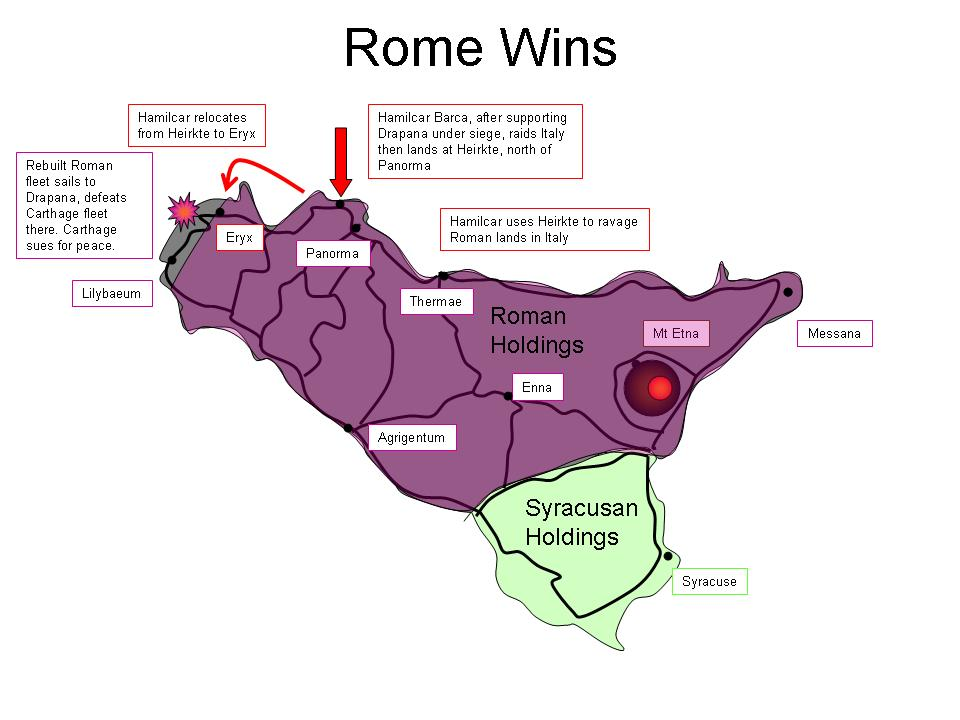
Kartagińczycy negocjują pokój i wycofują się.

Pierwsza wojna punicka toczyła się między Kartaginą i Rzymem w latach 264 – 241 p.n.e. Była to pierwsza z wojen punickich.
Działania wojenne prowadzono początkowo wyłącznie na terenie Sycylii, gdzie Kartagińczycy dominowali nad zachodnią częścią wyspy, zaś wschodnia i południowa były pod kontrolą Syrakuz. W późniejszym okresie do walk doszło także na macierzystych terytoriach Kartaginy w Afryce Północnej.
Wojna zakończyła się klęską Kartaginy, która zrzekła się swych posiadłości na Sycylii na rzecz Rzymu. Sycylia stała się pierwszą prowincją Republiki. Nazwa wojny pochodzi od słowa poeni, którym Rzymianie nazywali Kartagińczyków jako potomków Fenicjan; stąd przydomek punicus – punicki.

## Przebieg wojny
Bezpośrednią przyczyną wojny był konflikt o północnosycylijskie miasto Messanę. Od lat było ono kontrolowane przez najemników z Kampanii, tzw. Mamertynów. Zagrożeni przez króla Syrakuz Hierona II zwrócili się o pomoc do Kartaginy, która przysłała do miasta swój garnizon. Później część Mamertynów poprosiła o pomoc Rzymian i usunęła kartagiński garnizon. Punijczycy sprzymierzyli się z Hieronem, który rozpoczął oblężenie Messany. Latem 264 p.n.e. na Sycylię przybył z rzymską armią Appiusz Klaudiusz Kaudeks. Pobił syrakuzańskie wojska pod Messaną i wyruszył na Syrakuzy, które obległ. Przerażony sukcesami Rzymian Hieron przeszedł na ich stronę w 263 p.n.e.
Pozbawieni sojusznika Kartagińczycy nie zdołali obronić Akragas (Agrigentum), które Rzymianie zdobyli w 262 p.n.e. Przybyłe z Afryki posiłki umożliwiły Kartagińczykom umocnienie Drepany (Drepanum), Lilibeum i Panormos (Panormus), które stały się trudnymi do zdobycia twierdzami. Jednocześnie flota kartagińska rozpoczęła blokadę wybrzeży Sycylii i Italii, by odciąć Rzymian od dostaw wojskowych i posiłków. Kartagińczycy byli pewni, że ta taktyka przyniesie im sukces. Rzymianie, którzy dzięki swej świetnej piechocie byli niezrównani w wojnie lądowej, nie mieli pojęcia o wojnie morskiej i mieli bardzo słabą flotę. Nieustępliwi Rzymianie zbudowali jednak flotę 100 pięciorzędowców i 20 trójrzędowców, która co prawda w pierwszej bitwie w pobliżu Wysp Liparyjskich w 260 p.n.e. została rozproszona, ale jeszcze w tym samym roku pod Mylae konsul Gajusz Duiliusz pokonał Kartagińczyków stosując pomosty do abordażu (tzw. kruki). Dzięki nim Rzymianie przekształcili bitwę morską w lądową (a dokładniej „pokładową”), w której mogli wykorzystać wszystkie zalety swojej piechoty.
Jednak sukces ten nie przełożył się na sukcesy na lądzie. Bezskuteczne ataki Rzymian na ufortyfikowane kartagińskie miasta i twierdze przynosiły tylko straty i zniechęcenie w samym Rzymie. Dlatego pod naciskiem Atiliuszy i Klaudiuszy, wzorem sycylijskiego tyrana Agatoklesa przeniesiono w 256 p.n.e. działania wojenne do Afryki. Wyprawą kierowali konsulowie Marek Atyliusz Regulus i Lucjusz Maniliusz Wulson. Kartagińska flota próbowała zatrzymać Rzymian, ale poniosła klęskę pod Eknomos. Wulson wkrótce został wycofany z Afryki wraz z częścią floty. Mimo to, mający 15 tys. piechoty i 500 jeźdźców Regulus opanował dużą część kartagińskich posiadłości. Na jego stronę z obawy przed zniszczeniem i sprzedaniem w niewolę przeszły niektóre miasta punickie. Na Kartaginę padł strach i wodzem naczelnym został ustanowiony  najemnik Ksantippos ze Sparty. Pokonał on armię Regulusa, który dostał się do niewoli. Powracająca z Afryki z resztkami armii flota rzymska została zniszczona przez burzę.
Niepowodzenie wyprawy Regulusa spowodowało, że głównym terenem działań wojennych stała się ponownie Sycylia. Dzięki nowej flocie Rzymianie zdobyli Panormos w 254 p.n.e., ale nie potrafili złamać oporu zepchniętych do twierdz w zachodniej części wyspy Punijczyków. Dodatkowo w 249 p.n.e. w wyniku klęski pod Drepanum oraz burzy Rzymianie stracili większość okrętów. W Kartaginie natomiast Hamilkar Barkas zreorganizował w 247 p.n.e. armię i rozpoczął morskie rajdy na wybrzeża Italii. Zmusiło to Rzym do nadzwyczajnego wysiłku, jakim była budowa nowej, jeszcze silniejszej floty w 242 p.n.e. Dzięki niej odcięto zaopatrzenie do broniących się kartagińskich miast na Sycylii i w 242 p.n.e. zdobyto wreszcie Drepanę i Lilibeum. Ostatecznym ciosem było zwycięstwo Lutacjusza Katulusa u Wysp Egadzkich w 241 r. p.n.e. nad flotą kartagińską. Kartagina zgodziła się zawrzeć pokój na następujących warunkach: Kartagińczycy ustąpią z całej Sycylii i nie będą wojować z Hieronem, ani podnosić broni przeciw Syrakuzanom oraz ich sprzymierzeńcom. Kartagińczycy zwrócą Rzymianom bez okupu wszystkich jeńców wojennych, w srebrze wypłacą Kartagińczycy Rzymianom w przeciągu lat dwudziestu dwa tysiące dwieście talentów eubejskich (...) lud (rzymski) nie uznał układów pokojowych, lecz wysłał dziesięciu mężów (...) zaostrzyli (oni) postawione Kartagińczykom warunki. Bo czas spłaty daniny skrócili o połowę, dołożyli jeszcze tysiąc talentów do ogólnej sumy, nadto polecili Kartagińczykom ustąpić z wszystkich wysp jakie leżą między Italią a Sycylią.
Tak więc Kartagina zamiast zyskać Messanę utraciła wszystkie posiadłości na Sycylii i musiała zapłacić Rzymowi 3200 talentów srebra kontrybucji w ciągu 10 lat.

## Ważniejsze bitwy
- 264 p.n.e.
  - bitwa pod Messaną – wojska rzymskie Klaudiusza Kaudeksa pokonały siły Hierona z Syrakuz; z pomocą nie zdążył Hannon na czele libijskich żołnierzy, co spowodowało odwrót Hierona
- 261 p.n.e.
  - bitwa pod Akragas (Agrigentum) – po raz pierwszy Kartagińczycy użyli słoni w boju
- 260 p.n.e.
  - bitwa morska koło Wysp Liparyjskich
  - bitwa pod Thermai – porażka sycylijskich sprzymierzeńców Rzymu. 4000 zabitych w starciu z siłami Hamilkara
  - bitwa morska pod Mylae
- 258 p.n.e.
  - bitwa morska pod Sulci – 20 okrętów rzymskich pokonało 18 kartagińskich, straty: Rzymianie: 2, Kartagińczycy: 5
- 257 p.n.e.
  - bitwa morska pod Tyndaris – 200 rzymskich okrętów pod wodzą konsula Gajusza Atyliusza Regulusa starło się z 80 okrętami Hamilkara, straty: 9 rzymskich penter i 18 kartagińskich korabi
- 256 p.n.e.
  - bitwa morska koło przylądka Eknomos – 330 rzymskich okrętów pod Regulusem pokonało 350 kartagińskich jednostek pod Hamilkarem; Rzymianie zatopili 30 okrętów kartagińskich i zdobyli 64, tracąc 24 jednostki
- 255 p.n.e.
  - bitwa pod Adys – klęska Kartagińczyków Hamilkara w walce z siłami Regulusa
  - bitwa pod Tunesem – Kartagińczycy 12 000 piechoty, 4000 jazdy, 100 słoni pod Ksantyposem pokonali Rzymian – 15 000 piechoty, 500 jazdy (13 000 strat) pod Regulusem, który dostał się do niewoli kartagińskiej, gdzie zmarł po kilku latach
  - bitwa morska u przylądka Hermajskiego u wybrzeży Afryki – zwycięstwo Rzymian i ich 250 okrętów nad Kartagińczykami z 200 okrętami (16 zatopionych, 24 zdobyte)
- 250 p.n.e.
  - bitwa pod Panormos – Rzymianie pod wodzą prokonsula Lucjusza Cecyliusza Metellusa Dentera rozbili siły Hasdrubala, 20 000 zabitych
- 249 p.n.e.
  - bitwa morska pod Drepanum – Kartagińczycy z 100 okrętów pod Adherbalem zwyciężyli 120 okrętów Rzymian pod konsulem Publiuszem Klaudiuszem Pulcherem. 93 okręty stracone oraz 20 000 ludzi
  - bitwa morska pod Phintias – klęska Rzymian. 500 straconych transportowców i 17 okrętów wojennych
- 241 p.n.e.
  - bitwa morska koło Wysp Egadzkich – zwycięstwo Rzymian. Zdobycie 20 i zatopienie 97 okrętów punickich